# Marvin K. Mooney Por favor, vá agora!
Marvin K. Mooney Por favor, vá agora! (em inglês:  Marvin K. Mooney Will You Please Go Now!) é um livro infantil de 1972 do Dr. Seuss. Escrito como um livro para leitores iniciantes, é adequado para crianças que ainda não conseguem ler no nível de livros iniciantes mais avançados, como The Cat in the Hat. O livro apresenta, de forma curta e divertida, as palavras, rimas e ilustrações sem sentido do Dr. Seuss.
Não está totalmente claro sobre o que é a história, mas sabe-se que tem um final semelhante a Green Eggs and Ham. Uma interpretação popular da história, dado que Marvin está vestindo um pijama roxo, é que seus pais dizem para ele ir para a cama, embora a história tenha sido projetada para ser ambígua por natureza.
Este livro também foi usado na série de vídeos para iniciantes junto com Hop on Pop e Oh Say Can You Say?.

## História
Marvin K. Mooney, um jovem cachorro vestindo pijama roxo parado no meio de um tapete, é convidado a "ir" por um indivíduo invisível porque "chegou a hora" para ele. O indivíduo, que é retratado com um braço grande e dedo apontando e também é o narrador, diz a ele para "ir".
Eles sugerem maneiras malucas e bizarras de Marvin ir embora (mesmo que ele não se importe como), mas todas terminam com o narrador repetindo o ponto.
Depois que todas as sugestões são listadas, o indivíduo aponta o dedo bem de perto para Marvin para confirmar com firmeza que eles ordenam que ele saia da sala. Marvin finalmente obedece e decide ir a pé. O indivíduo dá adeus a ele.

## Na cultura política
No auge do escândalo Watergate, em uma colaboração em julho de 1974 com o humorista político Art Buchwald, o Dr. Seuss pegou uma cópia de seu livro de dois anos atrás, riscou "Marvin K. Mooney" onde quer que ocorresse e escreveu em "Richard M. Nixon". Com o consentimento do Dr. Seuss, Buchwald e seus editores reimprimiram a marcação como uma coluna de jornal, publicada em 30 de julho. O presidente dos EUA , Nixon, renunciou dez dias depois, em 9 de agosto.
Na coluna de Maureen Dowd para o The New York Times, "Wilting over Waffles", datada de 23 de abril de 2008, ela sugere que os democratas nas eleições presidenciais de 2008 podem se inspirar neste livro em sua abordagem à campanha prolongada de Hillary Clinton contra Barack Obama, pedindo-lhe para "apenas ir. Eu não me importo como". O deputado Daniel Hannan citou o livro em referência a Gordon Brown após a eleição de 2009 para o Parlamento Europeu.
A mesma ideia também foi aplicada a Hosni Mubarak durante a Revolução Egípcia de 2011 e a Donald Trump durante e após as eleições presidenciais de 2016 nos Estados Unidos e as eleições presidenciais de 2020 nos Estados Unidos.